# Marie-Ève Laure
Marie-Ève Lapierre-Lemoyne, dite Marie-Ève Laure ou Marie-Ève Lapierre, née à Lévis, est une autrice-compositrice-interprète québécoise qui réside aux îles de la Madeleine,.

## Biographie
Elle participe en 2016 à la quatrième saison de La Voix et obtient le soutien du coach Éric Lapointe pour sa reddition de J'ai quitté mon île de Daniel Lavoie,. Elle se voit éliminée de la compétition lors du onzième épisode.
Elle atteint la demi-finale du concours Ma première Place des arts en 2018, où elle se mérite le Prix MAtv.
Elle se distingue en août 2019 au Festival de la chanson de Saint-Ambroise dont elle ressort grande gagnante de la catégorie Auteurs-compositeurs-interprètes et où elle remporte plusieurs prix, dont le Prix du Festival, de même que le Prix La Fabrique culturelle, qui lui vaut de faire l'objet d'une capsule vidéo du diffuseur, «Émeraudes », de Marie-Ève Laure.
Elle lance son premier album, Onze, au Café de la Grave, le 26 août 2019, et au Lion d'Or, le 3 septembre 2019. Le nom de l'album est une référence aux nombre de chansons qui y figurent, ainsi qu'à la région administrative Gaspésie–Îles-de-la-Madeleine (qui utilise le chiffre 11 comme code géographique) dans laquelle les chansons ont été écrites. Cet album lui vaut une nomination au 42e Gala de l'ADISQ en 2020, de même que le Prix Autrice-compositrice francophone de l'année et une nomination aux 16e Prix de musique folk canadienne en 2021,,.
Sous la direction musicale de Sonia Painchaud, elle collabore en 2021 au spectacle Georges à travers le hublot, qui rassemble sept interprètes des îles de la Madeleine afin de rendre hommage au chansonnier et poète madelinot Georges Langford. Le spectacle est notamment présenté en ouverture de la FrancoFête en Acadie, en novembre 2021 de même qu'au 60e Festival acadien de Caraquet en août 2022, et le collectif se retrouve finaliste pour l'obtention du Prix Coup de cœur de la communauté en 2022, aux îles de la Madeleine.
Elle interprète Oxygène de Diane Dufresne lors d'un passage à l'émission The Voice: la plus belle voix du 4 mars 2022. Son travail lui vaut l'obtention du Prix Réseau des Grands espaces en octobre 2022, lors de la 31e rencontre d'automne du Réseau des organisateurs de spectacles de l'Est-du-Québec (ROSEQ).
Son second album, Reviens, paraît le 11 novembre 2022.

## Discographie
- 2019 : Onze[10]
- 2022 : Reviens[19]

## Distinctions
- 2018 : Prix MAtv[6]
- 2019 : Prix du Festival (décerné par le Festival de la chanson de Saint-Ambroise)[7],[8]
- 2019 : Prix La Fabrique culturelle[7],[8]
- 2020 : Nommée pour l'obtention du Félix de l'album de l'année - Country (décerné par l'ADISQ), pour son album Onze[11]
- 2021 : Prix Autrice-compositrice francophone de l'année (décerné par les Prix de musique folk canadienne), pour son album Onze[12],[20]
- 2021 : Nommée pour l'obtention du Prix Artiste de l'année - Relève (décerné par les Prix de musique folk canadienne), pour son album Onze[12]
- 2022 : Finaliste (avec le collectif Georges à travers le hublot) pour l'obtention du Prix Coup de cœur de la communauté (décerné par Arrimage, Corporation culturelle des Îles-de-la-Madeleine)[16]
- 2022 : Prix Réseau des grands espaces (décerné lors de la 31e rencontre d'automne du ROSEQ)[18]

- 2024 : Prix Autrice-compositrice francophone de l'année (décerné par les Prix de musique folk canadienne), pour son album Reviens[21]